# Solpugema cycloceras
Espèce
Synonymes
- Solpuga cycloceras Lawrence, 1931

Solpugema cycloceras est une espèce de solifuges de la famille des Solpugidae.

## Distribution
Cette espèce est endémique d'Afrique du Sud.

## Description
Les mâles mesurent de 22 à 25 mm.

## Publication originale
- Lawrence, 1931 : New South African Solifugae. Annals of the South African Museum, vol. 30, p. 131–136 (texte intégral).